# پارک ملی ویرونگا
پارک ملی ویرونگا که قبلاً به نام پارک ملی آلبرت نامیده می‌شد ۷۸۰۰ کیلومتر مربع وسعت دارد که از کوه‌های ویرونگا واقع در جنوب تا کوه‌های رانزوری در شمال امتداد دارد و در شرق جمهوری دموکراتیک کنگو هم‌مرز با رواندا و پارک ملی ملکه الیزابت در اوگاندا است.این پارک در سال ۱۹۲۵ به عنوان اولین پارک ملی آفریقا ثبت شد و در سال ۱۹۷۹ در میراث جهانی یونسکو به ثبت رسید.
در سال‌های اخیر شکار غیرقانونی و جنگ داخلی کنگو به‌طور جدی به جمعیت حیات وحش آن آسیب رسانده است.

## نگارخانه

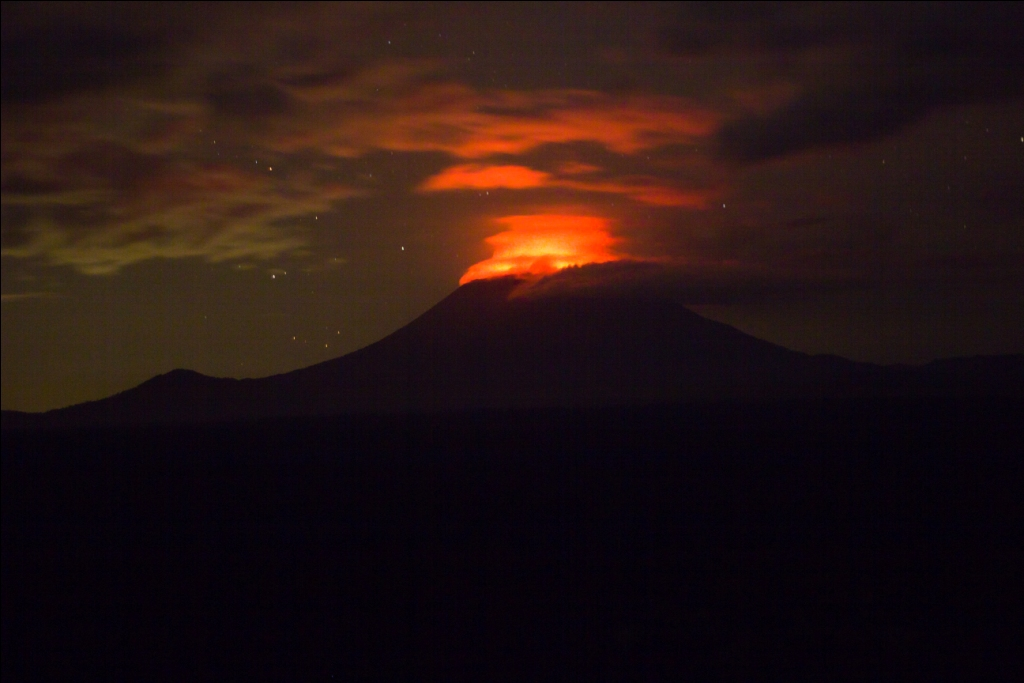
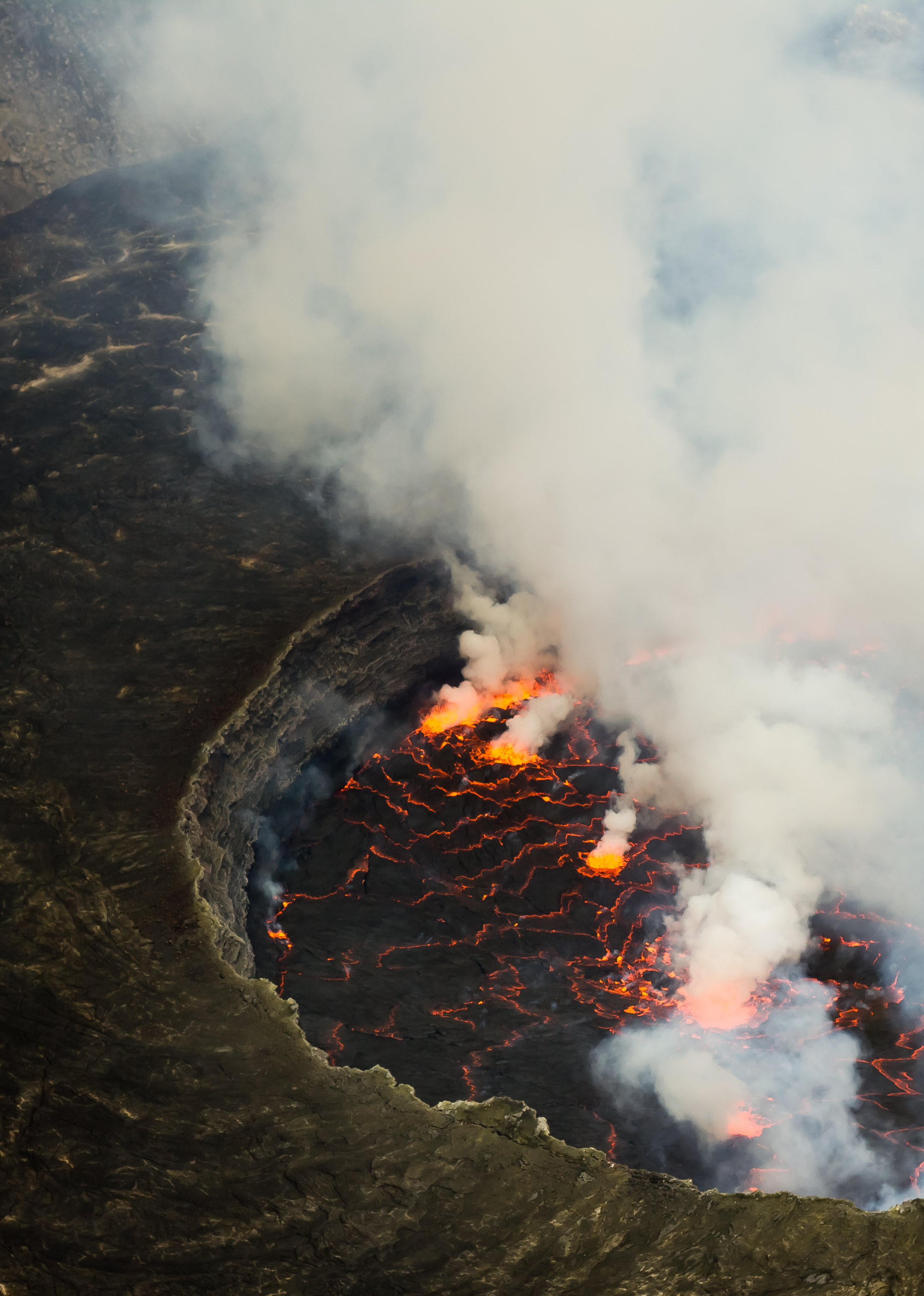
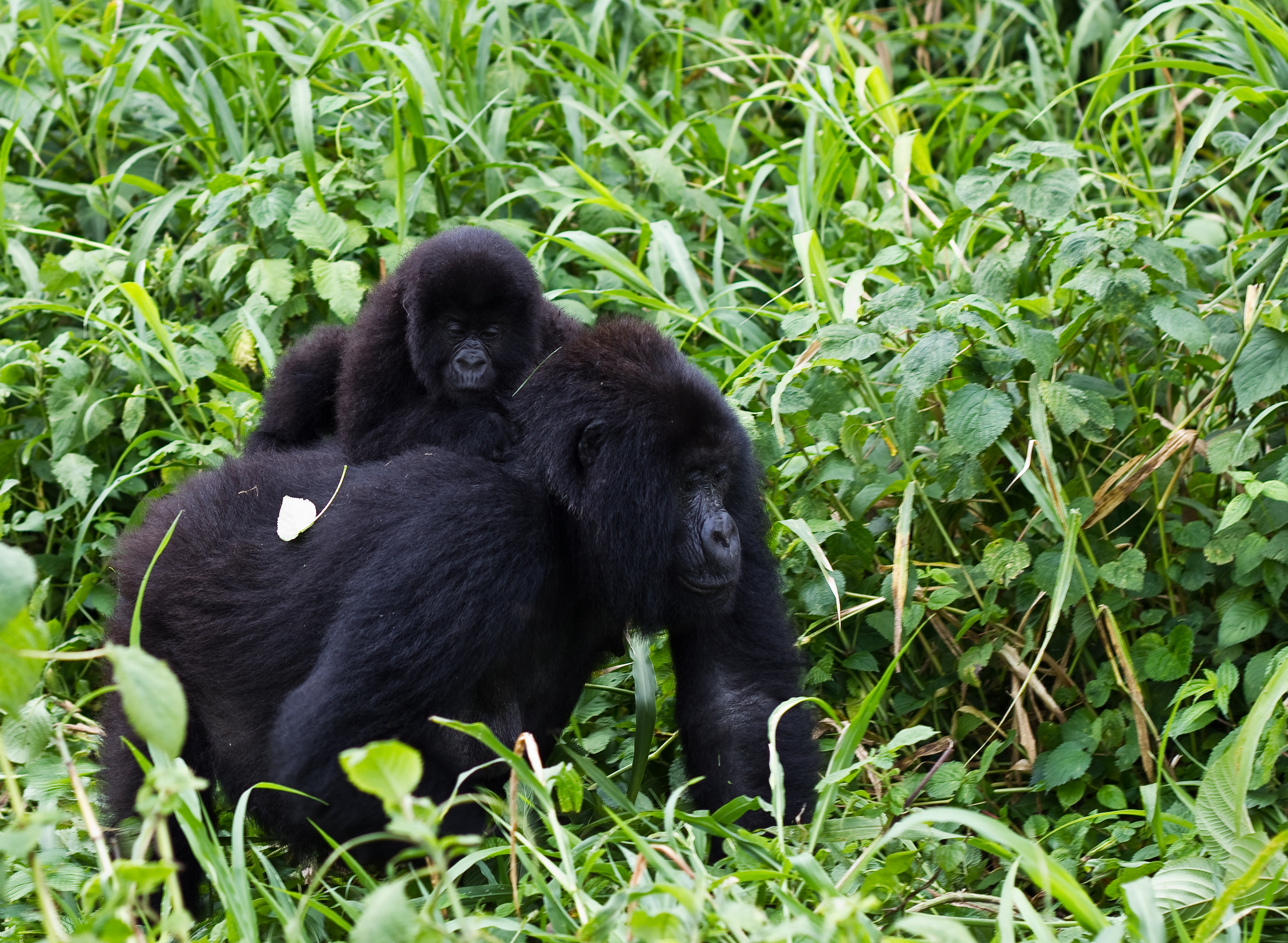
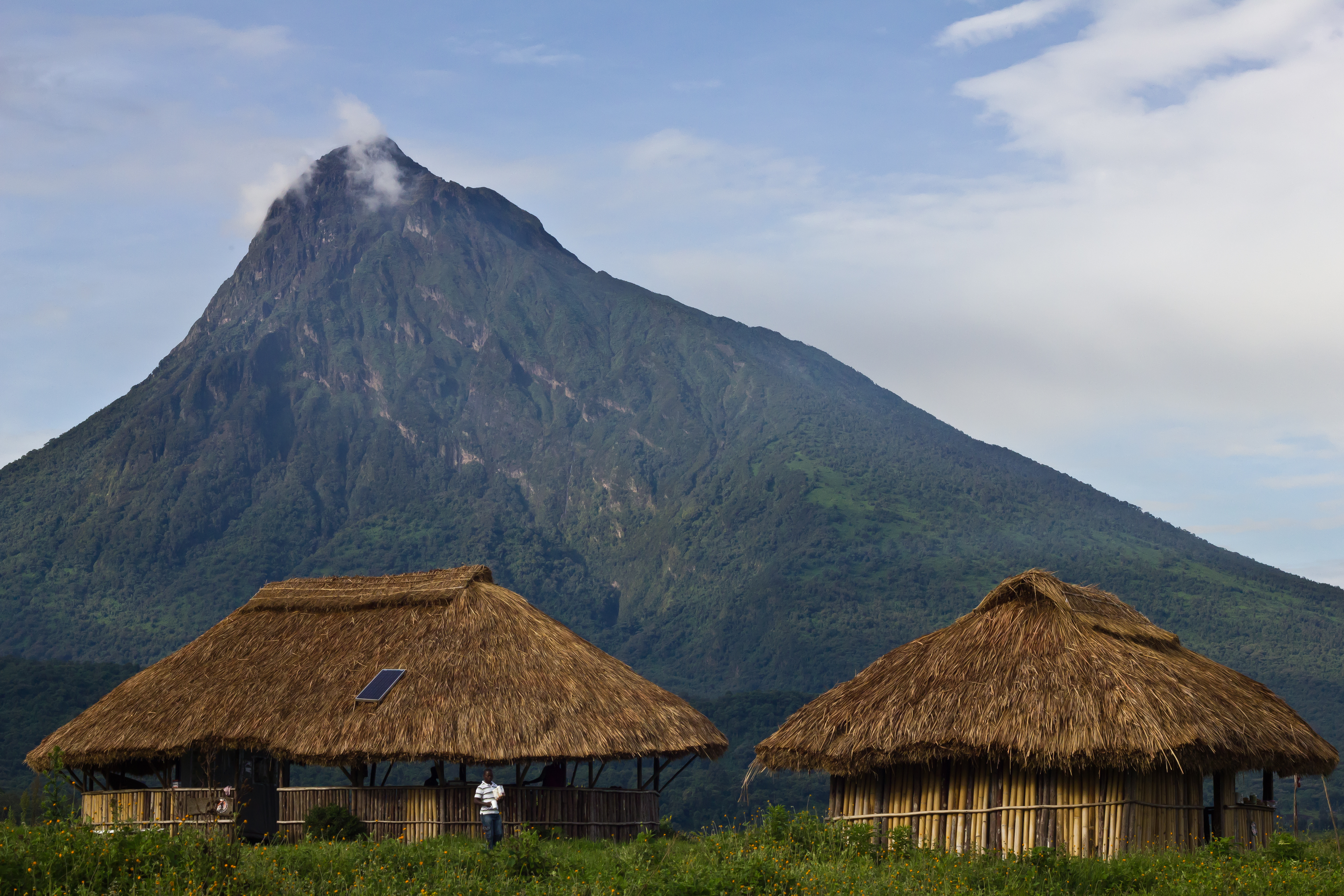
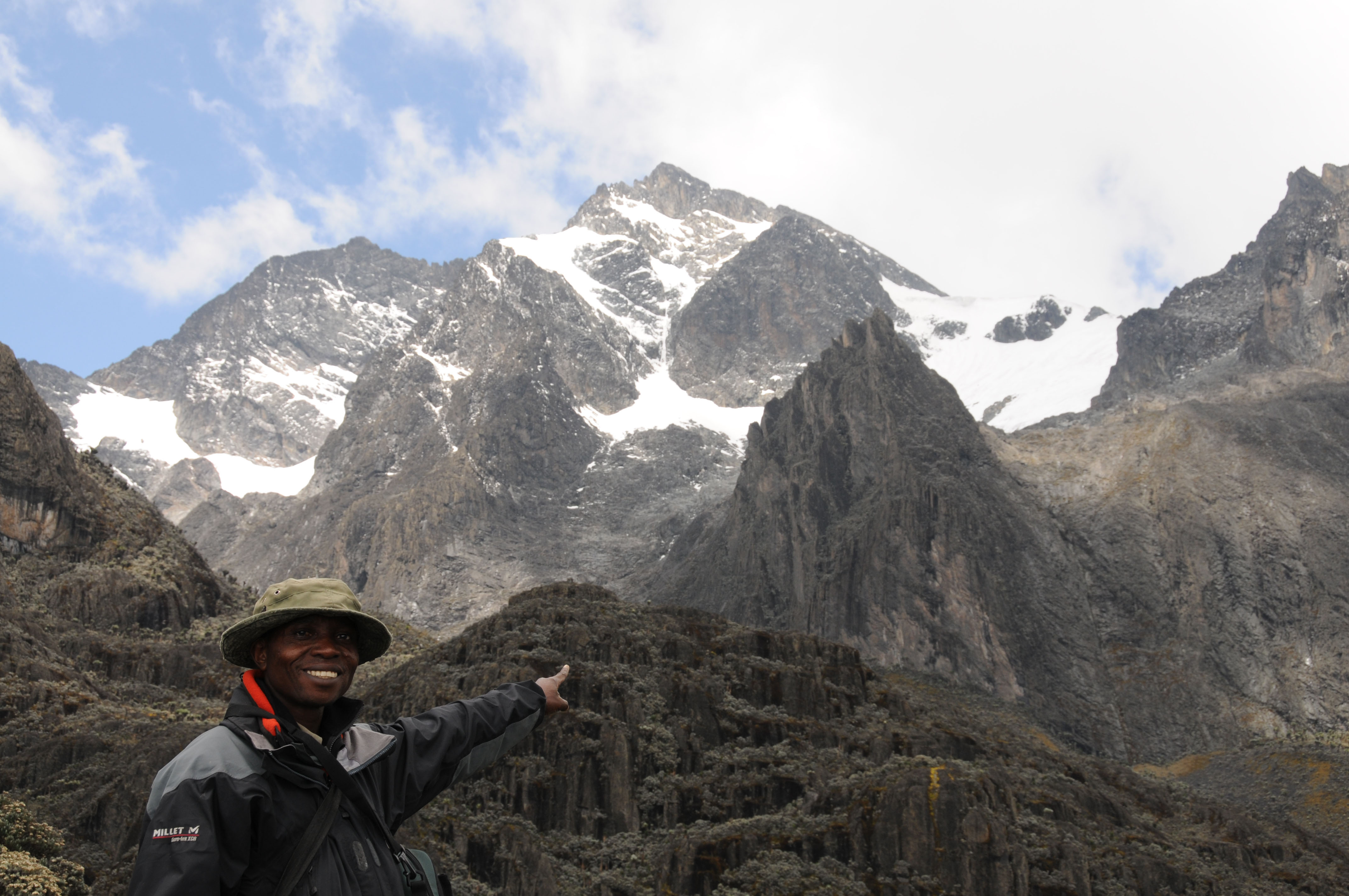
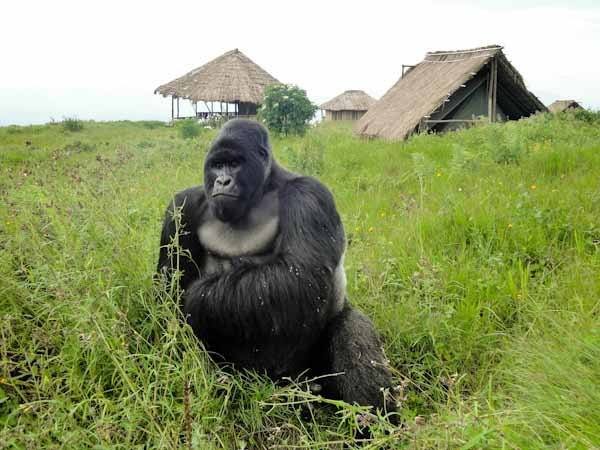
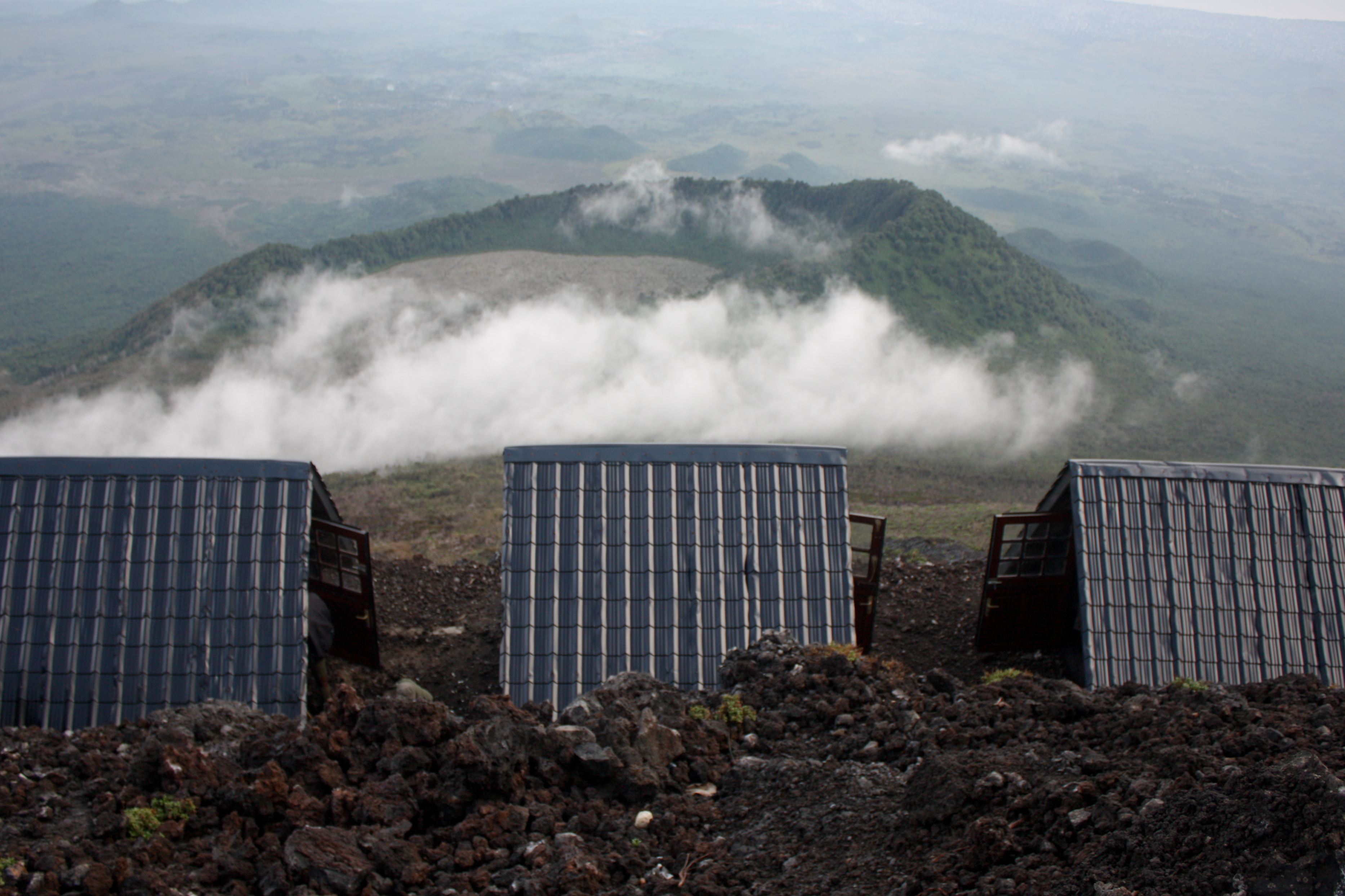